# 雙孔翼龍屬
雙孔翼龍屬（屬名：Parapsicephalus）是翼龍目喙嘴翼龍科的一屬，化石發現於英格蘭約克夏惠特比的明礬頁岩層，年代為下侏儸紀的早托阿爾階。雙孔翼龍的化石包含一個部份頭顱骨，雖然缺少口鼻部，但有詳細的腦殼部分。儘管如此，雙孔翼龍仍為一所知有限的屬。
雙孔翼龍是的化石在1880年代，由Reverend D.W. Purdon所挖掘；並由E.T. Newton首次敘述，並歸類於掘頜龍的一個種，種名以化石挖掘者為名。數十年後，雙孔翼龍被確認為一個獨立的屬。但在最近的數本大眾書籍中，牠們被當作是矛頜翼龍的一個異名。雙孔翼龍最近被認為是種中等大小的喙嘴翼龍科動物，翼展估計小於1公尺。

## 外部連結
- Parapsicephalus in The Pterosaur Database